# Griffith Lloyd
Griffith Lloyd († 1586) war von 1572 bis 1586 Leiter des Jesus College der University of Oxford. Er war ebenfalls Regius Professor of Civil Law von 1577 bis zu seinem Tod. 1586 wurde Griffith für den Wahlkreis Cardiganshire (weitgehend identisch mit dem neuzeitlichen Ceredigion) in das englische Parlament gewählt, starb aber sechs Wochen nach Eröffnung des Parlaments von 1586.

## Leben
Lloyd war der zweite Sohn von Hugh ap Llewellyn Llwyd (Lloyd) und dessen Ehefrau Joan. Sein Vater war 1566 bis 1567 Sheriff des Countys und entstammte der respektierten Familie der Lloyds of Maesyfelin aus Lampeter, Wales. Der Bruder von Lloyds Vater, David, war 1545 ebenfalls Mitglied des Parlaments. Lloyd war verheiratet mit Anne, Schwester von Elizabeth, der Ehefrau seines Vorgängers in der Regius-Professur Robert Lougher und Großnichte von Thomas More. Nach anderen, weniger zuverlässigen Quellen handelte es sich um Loughers Tochter. Lloyd vererbte in seinem Testament vom 13. August 1585 seine Ländereien im Cardiganshire an das Jesus College, allerdings erst nach dem Tod seiner Witwe und Tochter 1615. So wurde er der erste Stifter des Colleges.